# Scydmaenus perrisi

Scydmaenus perrisi  (лат.) — вид мирмекофильных коротконадкрылых жуков рода Scydmaenus из подсемейства Scydmaeninae.

## Распространение
Европа (Австрия, Бельгия, Болгария, Великобритания, Венгрия, Германия, Испания, Италия, Норвегия, Польша, Словакия, Франция, Чехия, Швеция). Ближний Восток.

## Описание
Мелкие коротконадкрылые жуки. Отмечены в мирмекофильных связях с муравьями рода Lasius.
Вид был впервые описан в 1881 году австрийским энтомологами Эдмундом Райттером (Edmund Reitter; 1845—1920) под первоначальным названием Eumicrus perrisi Reitter 1881.
Таксон Scydmaenus perrisi включен в состав рода Scydmaenus (вместе с такими мирмекофильными видами как Scydmaenus cornutus, Scydmaenus hellwigii, Scydmaenus rufus, Scydmaenus optatus, Scydmaenus bifasciculatus, 
Scydmaenus carinatus, Scydmaenus castaneoglaber, Scydmaenus clarkianus), и включён в трибу Scydmaenini из подсемейства Scydmaeninae.